# Гласност
Гласност (на руски: гласность) е понятие от периода на прехода от социалистически режим към демокрация в СССР (и в други засегнати от същия процес държави), наричан още перестройка. Означава тенденцията към прозрачност на управлението и даването на свобода на словото; нецензурираното огласяване на обществените проблеми.
Гласността (както и перестройката) се свързва главно с времето на управление на Михаил Горбачов. Тя е по-скоро заявено от горните етажи на властта намерение, отколкото реално приведена в изпълнение политика, и въпреки това – на фона на предходните 70 години репресивен контрол над циркулацията на информацията в страната – води до частично освобождаване на средствата за масова информация и съответното усещане за промяна в народа.
Думата е навлязла и в неславянските езици (английски, френски, датски и т.н.) като директна заемка, с изписване glasnost.